# Зів Калонтаров
Зів Калонтаров (15 січня 1997) — ізраїльський плавець.
Учасник Олімпійських Ігор 2016 року.